# La caccia al tesoro di Yoghi
La caccia al tesoro di Yoghi (Yogi's Treasure Hunt) è una serie televisiva a cartoni animati prodotta da Hanna-Barbera. 
Questa è l'ultima serie a presentare Daws Butler come voce dell'Orso Yoghi e degli altri suoi personaggi prima della sua morte nel 1988.

## Trama
I nostri eroi, capitanati dall'Orso Yoghi, viaggiano per il mondo a bordo di una nave in grado di volare di nome SS Jelly Roger, impegnati in una caccia al tesoro seguendo le istruzioni fornite da Top Cat, durante la quale sfuggono a sgradevoli pericoli. A loro si oppongono Dick Dastardly e Muttley con la loro nave sottomarino la SS Dirty Tricks.

## Personaggi

### Membri della SS Jelly Roger
- Orso Yoghi
- Bubu
- Ranger Smith
- Braccobaldo Bau
- Ernesto Sparalesto
- Svicolone
- Tatino e Papino
- Snooper e Blabber (qui chiamati Ficcanaso e Bla-bla)
- Top Cat (fornisce solo informazioni, non si unisce mai alla ciurma perché trova sempre una scusa)

### Membri della SS Dirty Tricks
- Dick Dastardly (qui chiamato Il Bieco Barone)
- Muttley (qui chiamato Borbottone)

## Episodi

### Prima stagione
| nº | Titolo originale                  | Titolo italiano                    | Prima TV USA      | Prima TV Italia   |
| -- | --------------------------------- | ---------------------------------- | ----------------- | ----------------- |
| 1  | Riddle in the Middle of the Earth | Enigma al centro della terra       | 6 settembre 1985  | 30 agosto 1990    |
| 2  | Bungle in the Jungle              | Giallo nella giungla               | 13 settembre 1985 | 31 agosto 1990    |
| 3  | Countdown Drac                    | Il tesoro della Transilvania       | 20 settembre 1985 | 1º settembre 1990 |
| 4  | The Return of El Kabong           | Il ritorno di El Kabong            | 27 settembre 1985 |                   |
| 5  | Ole the Red Nose Viking           | Il vichingo dal naso rosso         | 4 ottobre 1985    |                   |
| 6  | The Curse of Tutti-Frutti         | L'anatema di tutti i frutti        | 11 ottobre 1985   |                   |
| 7  | Yogi and the Unicorn              | Yoghi e l'Unicorno                 | 18 ottobre 1985   |                   |
| 8  | The Case of the Hopeless Diamond  | Il diamante rubato                 | 25 ottobre 1985   |                   |
| 9  | Merlin's Lost Book of Magic       | Il magico libro perduto di Merlino | 1º novembre 1985  |                   |
| 10 | Beverly Hills Flop                | Un fiasco a Beverly Hills          | 8 novembre 1985   |                   |

### Seconda stagione
| nº | Titolo originale                    | Titolo italiano                  | Prima TV USA     | Prima TV Italia |
| -- | ----------------------------------- | -------------------------------- | ---------------- | --------------- |
| 1  | Follow the Yellow Brick Gold        | Alla ricerca della pentola d'oro | 7 novembre 1986  |                 |
| 2  | To Bee or Not to Bee                | Il tesoro del Mississippi        | 14 novembre 1986 |                 |
| 3  | Heavens to Planetoid                | Il pianeta scomparso             | 21 novembre 1986 |                 |
| 4  | Beswitched, Buddha'd and Bewildered | Lei non sa chi sono io           | 5 dicembre 1986  |                 |
| 5  | There's No Place Like Nome          | Alaska dolce Alaska              | 12 dicembre 1986 |                 |
| 6  | The Great American Treasure         | Il grande tesoro americano       | 2 gennaio 1987   | 27 agosto 1990  |
| 7  | Huckle Hero                         | Super Bracco                     | 9 gennaio 1987   |                 |
| 8  | The Moaning Liza                    | Alla ricerca della Trebisonda    | 16 gennaio 1987  |                 |

### Terza stagione
| nº | Titolo originale                    | Titolo italiano              | Prima TV USA     | Prima TV Italia |
| -- | ----------------------------------- | ---------------------------- | ---------------- | --------------- |
| 1  | Snow White & the 7 Treasure Hunters | Biancaneve e i 7 cacciatori  | 6 novembre 1987  |                 |
| 2  | Yogi's Heroes                       | Il trio del trionfo          | 13 novembre 1987 |                 |
| 3  | The Attack of Dr. Mars              | Aiuto marziani!!             | 20 novembre 1987 |                 |
| 4  | 20,000 Leaks Under the Sea          | Ventimila crepe sotto i mari | 4 dicembre 1987  |                 |
| 5  | Goodbye, Mr. Chump                  | Addio Mr. Chump              | 11 dicembre 1987 |                 |
| 6  | Yogi Bear on the Air                | Yoghi va in onda             | 5 febbraio 1988  |                 |
| 7  | Yogi and the Beanstalk              | Yoghi e la pianta di fagioli | 12 febbraio 1988 |                 |
| 8  | The Greed Monster                   | Il mostro avido              | 19 febbraio 1988 |                 |
| 9  | Secret Agent Bear                   | L'agente segreto Yoghi       | 25 marzo 1988    |                 |

## Doppiatori
| Personaggio        | Doppiatore originale | Doppiatore italiano |
| ------------------ | -------------------- | ------------------- |
| Yoghi              | Daws Butler          | Gino Pagnani        |
| Bubu               | Don Messick          | Sandro Pellegrini   |
| Rager Smith        | Don Messick          | Giorgio Lopez       |
| Top Cat            | Arnold Stang         | Franco Latini       |
| Svicolone          | Daws Butler          | Vittorio Battarra   |
| Dixie              |                      | Franco Latini       |
| Braccobaldo (Huck) | Daws Butler          | Rodolfo Baldini     |
| Dick Dastardly     | Paul Winchell        | Mauro Bosco         |
| Muttley            | Don Messick          | Paolo Buglioni      |
| Ernesto Sparalesto | Daws Butler          | Giuliano Persico    |
| Snooper            | Daws Butler          | Rodolfo Baldini     |
| Tatino             | Daws Butler          |                     |
| Tatone             | John Stephenson:     | Fabrizio Temperini  |
| Blabber            | Daws Butler          |                     |